# ゴードン・H・マンスフィールド
ゴードン・H・マンスフィールド（Gordon H. Mansfield、1941年9月15日 - 2013年1月29日）は、アメリカの軍人、政治家。アメリカ合衆国退役軍人長官代理を2007年まで務めた。

## 軍歴
1964年、陸軍に入隊しベトナムへ派遣された。第101空挺師団第2旅団隷下の中隊の中隊長として勤務し、1968年2月4日のテト攻勢の際に負傷した。これは死んだフリをしていた敵に撃たれたものであった。マンスフィールドは脊髄損傷を受けたが、部下の兵士が残されていた為、負傷者の回収が終了するまで残り、最後に後送された。その後、重症であった為メリーランド州にあるベセズダ国立海軍医療センターに収容され治療を受けることとなる。1968年9月に退院し除隊する。
その後、奨学金を得る。ヴィラノバ大学を経てマイアミ大学法学部を卒業する。

## 政治家
1981年までは弁護士として活動していたが、政界に進出する。1993年4月からアメリカ身体障害退役軍人会の役員となる。
| 公職                  | 公職                                                           | 公職                    |
| --------------------- | -------------------------------------------------------------- | ----------------------- |
| 先代 ジム・ニコルソン | アメリカ合衆国退役軍人長官 代理 2007年10月1日 - 2007年12月20日 | 次代 ジェームズ・ピーク |